# Chions
Chions (Cìons in veneto, Cjons in friulano occidentale) è un comune italiano sparso di 5 001 abitanti del Friuli-Venezia Giulia.

## Origini del nome
Compare per la prima volta nel 1072 come «villa Caum», poi nel 1184 come «villa Chaum» e nel 1264 come «Caono».
Le prime ipotesi etimologiche sono quelle proposte, con riserva, da Giovanni Frau: da *cagociu, soprannome affibbiato a una persona altezzosa (da cacare), o da *cucutia "zucca", in entrambi i casi seguiti dal suffisso -ōne. Decisamente più convincenti quelle formulate in seguito da Pier Carlo Begotti, che lo ritiene derivato dal latino cavus "canale artificiale", con l'aggiunta dello stesso suffisso -ōne. La -s finale non è etimologica, ma si è aggiunta per analogia con altri toponimi friulani.

## Storia
La zona, dai terreni fertili e ricca di acque, doveva essere abitata già al tempo dei Celti e forse anche prima, tuttavia le prime testimonianze certe risalgono all'epoca romana. In questo periodo l'attuale Chions venne inquadrata nell'agro di Concordia e il territorio fu centuriato. La sistemazione agraria del periodo sussiste ancora nelle odierne campagne.

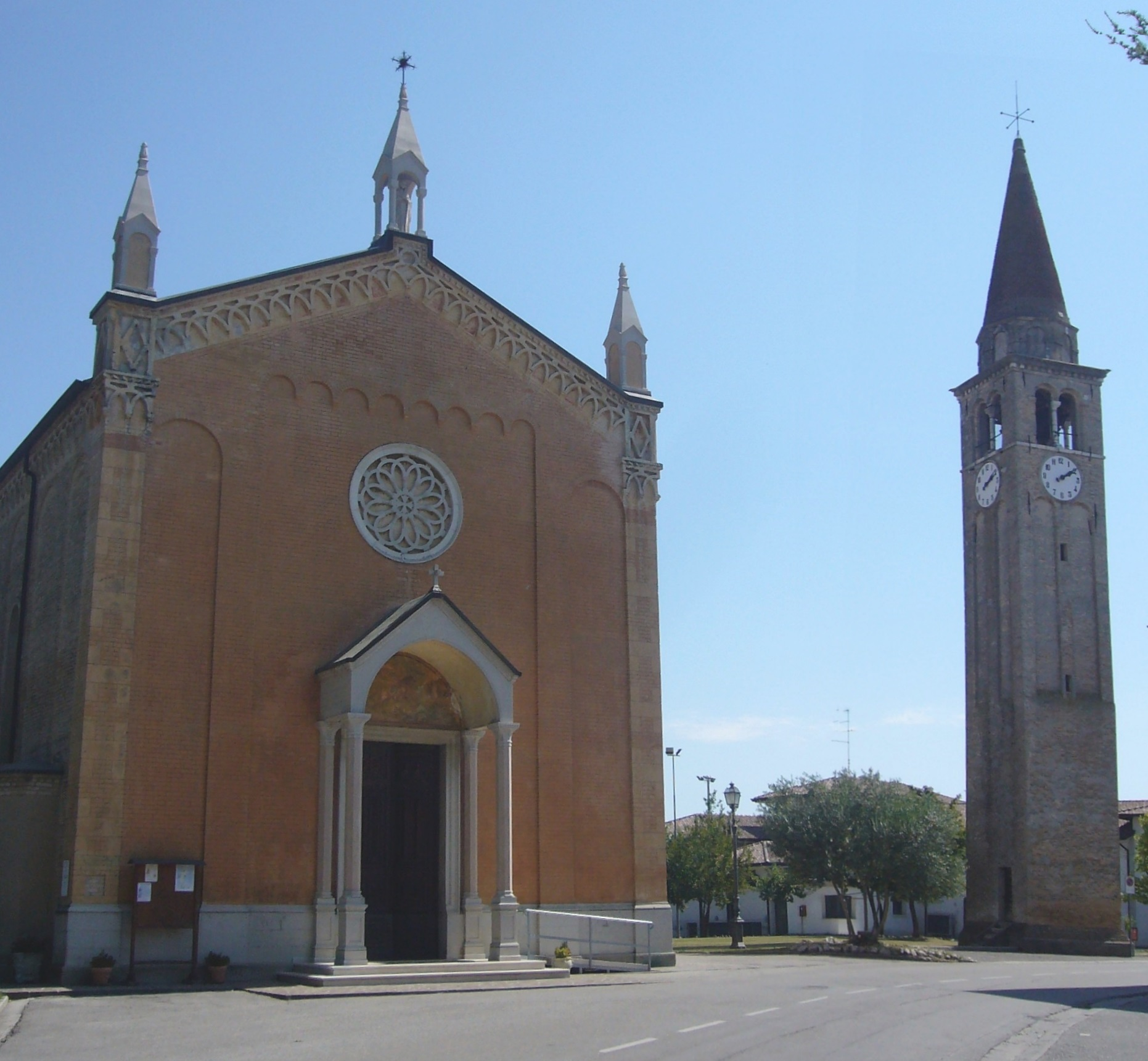
La chiesa parrocchiale

Chions e le sue frazioni si formarono successivamente alle invasioni barbariche probabilmente sui resti di insediamenti più antichi, ma l'abitato di Villa Caum è attestato solo dal 1072. In questo periodo vi sorgeva una centa (un piccolo fortilizio a carattere rurale), di cui resta ancora traccia in una zona di terreno rialzato e nel campanile della parrocchiale, ricavato forse da una torre. Tra il Tre e il Quattrocento fu feudo dei Panigai (mentre Villotta e Torrate erano degli Sbrojavacca).
Passata poi alla Serenissima come tutto il Friuli, Chions visse per secoli un periodo di tranquillità. Solo tra il 1575 e il 1585 il feudo di Tajedo fu al centro di una disputa che oppose le famiglie Altan e Savorgnan, in cui intervennero anche il doge e il patriarca di Aquileia, oltre che il granduca di Toscana, duca di Ferrara, il duca di Savoia, l'arciduca d'Austria e persino i re di Spagna e Francia.

### Simboli
Lo stemma e il gonfalone del comune di Chions sono stati concessi con decreto del presidente della Repubblica del 9 aprile 1955.
Il gonfalone è un drappo partito di bianco e di rosso.

## Monumenti e luoghi d'interesse

### Architetture religiose
- Oratorio di San Giuseppe (XVIII secolo)

L’oratorio, ubicato nella frazione di Chions, è stato fatto costruire nella fine del XVIII secolo dalla famiglia Rambaldini. L’edificio si trova in prossimità della villa Cossetti, di cui costituiva una pertinenza. Esso presenta un unico vano, all’interno sono presenti alcune decorazioni murali recenti, un altare realizzato in muratura e stucco ed una statua lignea di San Giuseppe.
- Parrocchia di San Giorgio
- Oratorio San Domenico Savio (ubicato vicino alla parrocchia)
- Chiesa di San Liberale (Villotta)

La chiesa, ubicata nella frazione di Villotta, fu fatta erigere nel XVI secolo, ciò si evince dalla data in cui è stata costruita la facciata in mattoni riportante lo stemma della famiglia Sbrojavacca (1515) e dalla data riportata sullo stemma del portale d'ingresso (1506).
L'edificio presenta una facciata in stile gotico costruita in mattoni e a doppio spiovente, internamente è a unica navata e verso l'altare vi è la presenza di affreschi.
- Capitello a San Isidoro (Villutta)
- Chiesa di Sant'Andrea Apostolo

La chiesa venne costruita a Taiedo nel 1420 e consacrata l'anno dopo. La popolazione e il conte Sbrojavacca godevano di giuspatronato per l'elezione del parroco, istituto giuridico decaduto nel 1938, data di conferimento del titolo di arciprete. Dal 1986 è unita alla chiesa di San Giuliano Martire di Torrate che originariamente era annessa al castello degli Sbrojavacca (risalente al XI o XII sec., del quale rimane solo una torre). Fino al 1519 la chiesa apparteneva alla pieve di San Michele arcangelo di Pescincanna, com'è per Fagnigola, Pravisdomini, Cimpello, Villotta, Basedo, Tiezzo, Chions, Panigai e Savarolo; al giorno d'oggi appartiene alla forania di Azzano Decimo
- Chiesa di San Giuliano

La chiesa, ubicata nella località di Torrate, venne fatta costruire nel 1332 e venne riedificata nel 1661, originariamente era annessa al castello della famiglia Sbrojavacca ed era sotto l'abbazia di Sesto, nel 1818 passò sotto alla giurisdizione della diocesi di Concordia-Pordenone. Il campanile merlato venne fatto costruire nell'anno 1934.

### Architetture civili
- Villa Cossetti (Inizio XVIII secolo - Chions)

Costruita probabilmente agli inizi del XVIII secolo, la villa ha subito numerosi ampliamenti che ne hanno modificato la volumetria originale. La facciata principale è caratterizzata da una struttura tripartita con simmetria centrale, accentuata da un timpano e un balcone al primo piano. Il corpo centrale a tre piani è affiancato da due ali laterali, originariamente più basse, con annessi rustici perpendicolari utilizzati come granai e magazzini. Verso ovest si estende il giardino, mentre a sud, prospiciente la strada, si trova una cappella dedicata a San Giuseppe. La villa fu acquistata dalla famiglia Rambaldini alla fine del XVIII secolo e successivamente ereditata dal musicista Giovanni Battista Cossetti verso la fine del XIX secolo.
- Villa Azzano (fine XIX secolo - Chions)
- Villa Perotti (seconda metà del XIX secolo - Chions)
- Villa Sbrojavacca

L'edificio, ubicato a Villotta, venne fatto costruire dalla famiglia Sbrojavacca nella seconda metà del XVII secolo, venne danneggiato gravemente durante il primo conflitto mondiale a causa di un incendio e venne ricostruita negli anni successivi. Annesi alla villa vi sono alcuni rustici isolati e il parco Sbrojavacca.
- Villa Morassutti (Villutta)
- Villa Metz Marzola (Villutta)
- Torre Sbrojavacca

L'edificio, ubicato nella località di Torrate, faceva parte del castello di Sbrojavacca, demolito nel 1820, del quale è rimasta solo questa torre.

## Società

### Evoluzione demografica
Abitanti censiti

### Etnie e minoranze straniere
Al 31 dicembre 2015 gli stranieri residenti nel comune sono 538, ovvero il 10,37% della popolazione. Di seguito sono riportati i gruppi più consistenti:
1. Romania, 141
2. Albania, 98
3. India, 91
4. Marocco, 52
5. Burkina Faso, 24

### Lingue e dialetti
Comune originariamente friulanofono, negli ultimi decenni a Chions si è imposto il veneto. Già nel 1968 un'inchiesta di Amedeo Giacomini dimostrava come lo stato della lingua friulana fosse assai mediocre, essendo ormai limitata ai soli anziani. Negli stessi anni Giuseppe Francescato constatava nel veneto locale la presenza di deboli tracce di friulano, individuabili non tanto nel lessico quanto nella morfologia (in particolare nella coniugazione dei verbi).
Chions è stato pertanto escluso dall'elenco ufficiale dei comuni friulanofoni.

## Geografia antropica

### Frazioni
Le frazioni principali sono Villotta, Chions, Basedo, Taiedo e Torrate.

#### Torrate
Di particolare importanza storica è il borgo di Torrate, originatosi a partire dall'omonimo castello, costruito tra l'XI secolo e il XII secolo e in possesso della famiglia Sbrojavacca. Nei pressi del borgo cresce il bosco di Torrate, una macchia di vegetazione un tempo di vaste proporzioni ma che risulta oggi notevolmente ridimensionata. Torrate è sede di numerosi pozzi di approvvigionamento d'acqua per l'acquedotto basso Livenza, nonché di impianti per il trattamento dell'acqua potabile. Nelle vicinanze sono presenti infatti diverse risorgive da cui nascono svariate roggie.

## Infrastrutture e trasporti

### Strade
La principale via di comunicazione del comune è la ex Strada statale 251 della Val di Zoldo e Val Cellina, oggi declassificata a strada regionale. L'arteria si snoda da sudest a nordovest, attraversando Villotta.
Per quanto riguarda le autostrade, il territorio di Chions è attraversato dalla A28 che collega Portogruaro a Conegliano. Il comune è servito dallo svincolo denominato "Villotta", localizzato a sudest della stessa.

### Ferrovie
Il comune è attraversato dalla vecchia ferrovia San Vito al Tagliamento-Motta di Livenza, dismessa ormai da decenni. A Villotta si trovava la fermata "Chions-Azzano Decimo" di cui sussistono ancora i fabbricati.

## Amministrazione

### Gemellaggi
- Luisant
- Villanueva del Pardillo

## Sport

### Calcio
Ha sede nel comune la società di calcio A.P.C. Chions, fondata nel 1972, che nella stagione 2025-2026 milita in Eccellenza. Ha al suo attivo cinque partecipazioni alla Serie D.

### Pallavolo
Ha sede nel comune la società Chions Fiume Volley ASD che partecipa al campionato di Serie B2 Femminile di pallavolo.